# Hemipustulopora harmeri
Hemipustulopora harmeri är en mossdjursart som beskrevs av Brood 1976. Hemipustulopora harmeri ingår i släktet Hemipustulopora och familjen Entalophoridae. Inga underarter finns listade i Catalogue of Life.